# 鞑靼妇女 (艺术品)
鞑靼妇女是一个于1780年至1804年期间诞生于俄罗斯圣彼得堡的陶塑。1779年，圣彼得堡御瓷厂的吉恩·多米尼克·罗歇特制造了鞑靼妇女陶塑模具，使得其成为了工厂大规模生产的产品。该系列产品的生产工作从1780年一直持续到了1804年为止，常作为礼物赠送给外国政要。

## 简介
鞑靼人是生活在亚洲和欧洲的突厥人，目前总人口超过500万。中国今天的少数民族之一塔塔尔族和俄罗斯等地的鞑靼族都源自古代蒙古草原上的鞑靼人。在凯瑟琳大帝的赞助下，位于俄罗斯圣彼得堡的圣彼得堡御瓷厂进入了繁荣时期。该御瓷厂主要服务于皇家，其生产出的作品常作为礼物赠送给外国政要。鞑靼妇女陶塑全高约21厘米，在陶塑的基座背面上印有字样。1982年，由杰克与贝尔·林斯基赠送给大都会艺术博物馆。